# Basketbal op de Olympische Zomerspelen 1904
Basketbal is een van de sporten die beoefend werden tijdens de Olympische Zomerspelen 1904 in St. Louis.
Het ging hierbij om een demonstratie sport, er werden geen medailles uitgereikt. Er werden vier competities gehouden, alle deelnemers kwamen uit de Verenigde Staten.

## Amateurs

### Uitslagen
| Team                 | Score           | Team                 |
| -------------------- | --------------- | -------------------- |
| Buffalo German YMCA  | 97 - 8          | Missouri AC          |
| Chicago Central YMCA | 56 - 15         | Xavier AC            |
| Buffalo German YMCA  | 77 - 6          | Turner Tigers        |
| Chicago Central YMCA | 2 - 0 (forfeit) | Turner Tigers        |
| Buffalo German YMCA  | 36 - 28         | Xavier AC            |
| Buffalo German YMCA  | 39 - 28         | Chicago Central YMCA |
| Chicago Central YMCA | 2 - 0 (forfeit) | Missouri AC          |

### Eindrangschikking
| rang | sporters | punten |
| ---- | --- | ------ |
| 1    | Buffalo German YMCA A.W. Manweiler A. A. Heerdt G. L. Redlein William Rhode Ed Miller Charles Monahan                                  | 8      |
| 2    | Chicago Central YMCA J. A. Jardine Axel Berggien John Schominer M. B. Indarius Carl Watson W. K. Armstrong W.-A. Williams Seth Collins | 6      |
| 3    | Xavier AC New York James Donovan C. B. Cleveland James Kenny J. S. Smith J. Leitz Frank Craven E. J. Koche W. Herschel                 | 0      |
| —    | Missouri AC, St. Louis | —      |
| —    | Turner Tigers, Los Angeles | —      |

Missouri AC en Turner Tigers trokken zich gedurende de competitie terug.

## College

### Uitslagen
| Team            | Score   | Team                         |
| --------------- | ------- | ---------------------------- |
| Hiram College   | 23 - 20 | Wheaton College              |
| Wheaton College | 40 - 35 | Latter Day Saints University |
| Hiram College   | 25 - 18 | Latter Day Saints University |

### Eindrangschikking
| rang | team                         | punten |
| ---- | ---------------------------- | ------ |
| 1    | Hiram College                | 2-0    |
| 2    | Wheaton College              | 1-1    |
| 3    | Latter Day Saints University | 0-2    |

## High school
| rang | team          | punten |
| ---- | ------------- | ------ |
| 1    | New York      | 3-0    |
| 2    | Chicago       | 2-1    |
| 3    | St. Louis     | 1-2    |
| 4    | San Francisco | 0-3    |

## Elementary school
| rang | team          | punten |
| ---- | ------------- | ------ |
| 1    | New York      | 2-0    |
| 2    | Chicago       | 1-1    |
| 3    | San Francisco | 0-2    |

St. Louis 1904 · Berlijn 1936 · Londen 1948 · Helsinki 1952 · Melbourne 1956 · Rome 1960 · Tokio 1964 · Mexico-Stad 1968 · München 1972 · Montréal 1976 · Moskou 1980 · Los Angeles 1984 · Seoel 1988 · Barcelona 1992 · Atlanta 1996 · Sydney 2000 · Athene 2004 · Peking 2008 · Londen 2012 · Rio de Janeiro 2016 · Tokio 2020 · Parijs 2024 · Los Angeles 2028
Medaillewinnaars 
Atletiek · Basketbal (demonstratie) · Boksen · Boogschieten · Gewichtheffen · Golf · Lacrosse · Roeien · Roque · Schermen · Schoonspringen · Tennis · Touwtrekken · Turnen · Voetbal · Waterpolo · Wielersport · Worstelen · Zwemmen